# Monika Werner
Monika Werner (* 10. März 1938 in Markranstädt; † 21. März 2024 in Hennigsdorf) war eine deutsche Politikerin (SED). Sie war Bürgermeisterin von Hennigsdorf und Mitglied des Staatsrates der DDR.

## Leben
Werner, Tochter einer Arbeiterfamilie, war ab 1952 Mitglied der FDJ, ab 1958 der SED und ab 1960 des FDGB. Nach dem Abitur studierte sie von 1956 bis 1960 an der Hochschule für Ökonomie Berlin. Sie schloss ihr Studium als Diplomwirtschaftlerin ab und war abschließend von 1960 bis 1962 als Ökonomin im VEB Kohleanlagen Leipzig und von 1962 bis 1974 als Mitarbeiterin des kaufmännischen Direktors, Abteilungsleiterin bzw. Direktorin für Arbeiterversorgung im VEB Lokomotivbau Elektrotechnische Werke „Hans Beimler“ Hennigsdorf tätig. Von 1974 bis 1981 fungierte sie als Bürgermeisterin der Stadt Hennigsdorf.
Von 1962 bis 1963 und erneut von 1967 bis 1974 war sie Mitglied der SED-Betriebsleitung. Von 1963 bis 1964 war sie Mitglied der Ideologischen Kommission der SED-Kreisleitung Oranienburg und ab 1976 Mitglied der SED-Ortsleitung Hennigsdorf.
Von 1963 bis 1989 war sie Abgeordnete der Volkskammer, von 1963 bis 1967 Mitglied des Ausschusses für Haushalt und Finanzen, dann Mitglied des Ausschusses für Arbeit und Sozialpolitik. Von 1986 bis 1990 gehörte sie als Mitglied dem Staatsrat an.
Auf dem Außerordentlichen Parteitag der SED/PDS im Dezember 1989 wurde sie in das Präsidium des Parteivorstandes gewählt. Nach 1990 arbeitete Werner als Immobilienberaterin in Hennigsdorf.
Monika Werner starb am 21. März 2024 im Seniorenwohnpark in Hennigsdorf.

## Auszeichnungen
- Verdienstmedaille der DDR
- Vaterländischer Verdienstorden